# Fritz Budde
Fritz Budde (* 30. März 1895 in Lantenbach; † 8. August 1956 in Bielefeld) war ein deutscher Kommunalpolitiker (NSDAP).

## Leben und Wirken
Nach dem Besuch einer Präparandenanstalt erwarb Fritz Budde die Berechtigung zum Einjährig-Freiwilligen Dienst. Er nahm an den Kämpfen im Ersten Weltkrieg teil, wurde 1916 bei den Kämpfen um das Fort Douaumont verschüttet und war Ende 1917 Reserve-Offiziers-Aspirant. Nach dem Krieg absolvierte er bis 1920 eine Ausbildung für die mittlere Steuerbeamtenlaufbahn beim Finanzamt Gelsenkirchen und wurde 1924 zum Finanzamt Bielefeld versetzt. Er war Vorsitzender des Ortskartells des Deutschen Beamtenbundes. Zum 1. Juni 1931 trat Budde der NSDAP bei (Mitgliedsnummer 557.234). Er war auch Mitglied der SA und hatte den Rang eines SA-Obersturmbannführers. Er war zweiter Bürgermeister der Stadt Bielefeld, Kreisleiter der NSDAP vom 9. Juni 1933 bis Ende März 1936, in den Jahren 1935–1936 Mitglied des Westfälischen Provinzialrates, danach Gauinspektor des NSDAP-Gaues Westfalen-Nord bis 1941, ab 4. September 1935 Oberbürgermeister von Bielefeld. Acht Tage nach dem Einmarsch amerikanischer Truppen am 4. April 1945 in Bielefeld wurde Fritz Budde im Haus Nebo in Bethel verhaftet und blieb drei Jahre lang interniert. Im Juli 1947 stufte ihn die Spruchkammer im Entnazifizierungsverfahren in die Kategorie V (Unbelastete) ein. In einem weiteren Verfahren im Jahre 1949 unter dem Vorsitz des Bielefelder Sozialdemokraten Carl Schreck wurde er in die Kategorie IV „ohne Beschränkungen“ eingeordnet. Ab 1953 erhielt er eine Pension von 1345 DM monatlich.